# Абу Закария Яхья I
Абу Закария Яхья (или Абу Закария Яхья I бен Абд аль-Вахид, араб. أبو زكريا يحيى بن حفص‎, 1203—1249) — основатель и первый правитель государства Хафсидов в Ифрикии в 1229—1249 годах. Был внуком шейха Абу аль-Хафса, лидера берберских племенных союзов Хинтата и Масмуда, ближайшего соратника основателя династии Альмохадов Абд аль-Мумина.
Абу Закария был альмохадским губернатором Габеса, а с 1229 года — всего Туниса, унаследовав эту должность от своего отца.
Абу Закария восстал против центральной власти после того, как узнал, что халиф Альмохадов в Марракеше Идрис аль-Мамун сверг и убил двух своих братьев и отменил учение Ибн Тумарта. Кроме того, аль-Мамун поручил имамам поносить Ибн Тумарта в мечетях и отменил призыв к молитве на берберском. Абу Закария в конце 1229 года объявил себя независимым правителем и впоследствии захватил Константину и Беджайю в 1230 году и присоединил Триполитанию в 1234 году, Алжир в 1235 году и покорил племенные конфедерации берберов в 1235—1238 годах.
В 1242 году Абу Закария захватил Тлемсен, вынудив султана Тлемсена стать его вассалом. В декабре того же года халиф Абд аль-Вахид II умер, оставив Абу Закария наиболее могущественным правителем Магриба. В конце его правления династия Маринидов и несколько мусульманских правителей Аль-Андалуса платили ему дань и признавали его номинальную власть.
В целом Абу Закария, использовав военную силу соплеменников, смог создать сильное государство, принёсшее на определённое время мир, процветание и стабильность в Тунис.